# Soga no Kurayamada no Ishikawa no Maro

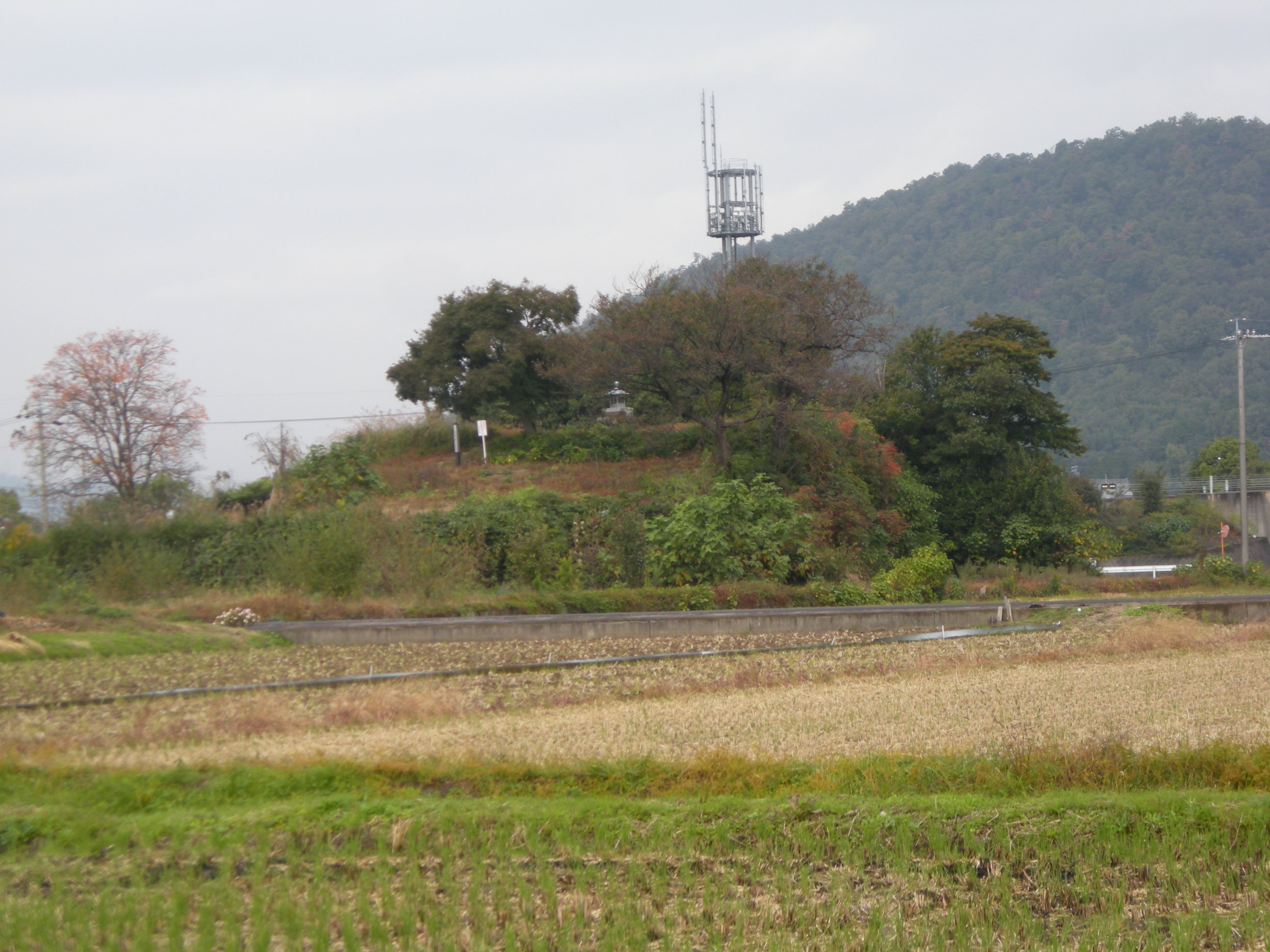
Tombe qui serait celle de Soga no Kurayamada no Ishikawa no Maro à Kakamigahara, préfecture de Gifu (site historique municipal).

Soga no Kurayamada no Ishikawa no Maro est un nom japonais traditionnel ; le nom de famille (ou le nom d'école), Soga, précède donc le prénom (ou le nom d'artiste).
Soga no Kurayamada no Ishikawa no Maro (蘇我倉山田石川麻呂) est un membre du clan Soga et premier titulaire du poste d'udaijin (ministre de Droite). Il est fils de Soga no Kuramaro et petit-fils de Soga no Umako ; sa fille est mariée au prince Naka-no-Ōe. Après la chute de Soga no Iruka, il est le membre le plus important de la famille. Le Nihon shoki rapporte qu'il est accusé de trahison et s'étrangle au Yamada-dera en 649 ; sa femme et ses sept enfants se suicident aussi ; d'autres parents sont capturés et exécutés. La découverte de documents l'exonérant conduit à un pardon posthume et à l'envoi de son calomniateur  dans la province de Tsukushi. Sa mort met un terme à l'ascension politique du clan Soga,.
Soga no Kurayamada no Ishikawa no Maro est le grand-père de la princesse Minabe.

## Source de la traduction
- (en) Cet article est partiellement ou en totalité issu de l’article de Wikipédia en anglais intitulé « Soga no Kurayamada no Ishikawa no Maro » (voir la liste des auteurs).